# Freestyle PLC
Freestyle PLC ist ein Hersteller von Solarzellen mit Unternehmenshauptsitz in Addis Abeba, Äthiopien. Das Unternehmen wird auch als Freestyle PLC Solaris oder als Solaris bezeichnet.

## Geschichte
Das Unternehmen wurde 1996 gegründet. Die Unternehmensleitung hat sowohl 2010 als auch 2016 Carlo Pironti inne. Es beschäftigt sechs bis zehn Mitarbeiter.
Eine Quelle gibt als Unternehmenszweck die Elektroautoproduktion an.

## Modell
Im Jahr 2010 gab es Pläne für die Produktion von Elektroautos. Zu Beginn sollten rund 100 Mitarbeiter sechs Fahrzeuge pro Woche herstellen. Das Fahrzeug ähnelte dem Chery QQ und sollte eine Höchstgeschwindigkeit von 80 km/h erreichen.
Außerdem war der Export nach Afrika und Europa geplant. 2019 berichtete Motoring Weekly, dass keine Serienproduktion stattgefunden hat.